# Prosoplus morokaiensis
Prosoplus morokaiensis är en skalbaggsart som beskrevs av Stefan von Breuning 1968. Prosoplus morokaiensis ingår i släktet Prosoplus och familjen långhorningar. Inga underarter finns listade i Catalogue of Life.